# Sauber C29
El Sauber C29 fue el monoplaza con el cual compite en la temporada 2010 de Fórmula 1 el equipo Sauber. Fue pilotado por Pedro de la Rosa, Nick Heidfeld y Kamui Kobayashi.

## Resumen
Durante las primeras carreras, el C29 se muestra como un coche falto de velocidad punta, muy poco fiable y en general, nada competitivo. Como resultado, sus pilotos son los que menos vueltas han dado en el mundial. No fue hasta Turquía cuando llegó el primer punto para los hombres de Peter Sauber, en lo que fue el peor inicio del campeonato de su historia.

## Resultados
(Clave) (negrita indica pole position) (cursiva indica vuelta rápida)
| Año     | Motor              | Neu. | N.º | Pilotos          | 1   | 2   | 3   | 4   | 5   | 6   | 7   | 8   | 9   | 10  | 11  | 12  | 13  | 14  | 15  | 16  | 17  | 18  | 19  | Puntos | Pos. |
| ------- | ------------------ | ---- | --- | ---------------- | --- | --- | --- | --- | --- | --- | --- | --- | --- | --- | --- | --- | --- | --- | --- | --- | --- | --- | --- | ------ | ---- |
| 2010    | Ferrari 056 2.4 V8 | B    |     |                  | BHR | AUS | MYS | CHN | ESP | MON | TUR | CAN | EUR | GBR | GER | HUN | BEL | ITA | SIN | JPN | RCO | BRA | ABU | 44     | 8.º  |
| 2010    | Ferrari 056 2.4 V8 | B    | 22  | Pedro de la Rosa | Ret | 12  | DNS | Ret | Ret | Ret | 11  | Ret | 12  | Ret | 14  | 7   | 11  | 14  |     |     |     |     |     | 44     | 8.º  |
| 2010    | Ferrari 056 2.4 V8 | B    | 22  | Nick Heidfeld    |     |     |     |     |     |     |     |     |     |     |     |     |     |     | Ret | 8   | 9   | 17  | 15  | 44     | 8.º  |
| 2010    | Ferrari 056 2.4 V8 | B    | 23  | Kamui Kobayashi  | Ret | Ret | Ret | Ret | 12  | Ret | 10  | Ret | 7   | 6   | 11  | 9   | 8   | Ret | Ret | 7   | 8   | 10  | 11  | 44     | 8.º  |
| Fuente: |                    |      |     |                  |     |     |     |     |     |     |     |     |     |     |     |     |     |     |     |     |     |     |     |        |      |